# Tesomonoda endolopha
Tesomonoda endolopha là một loài bướm đêm trong họ Noctuidae.